# 波斯特鱷屬
波斯特鱷屬（學名：Postosuchus），或訛譯为後鱷龍，是一支主龍類爬行動物，屬於伪鳄类的副鳄形类，是現代鱷魚的早期遠親。牠們生存於三疊紀晚期的北美洲，約2億2100萬年前到2億200萬年前。波斯特鱷是該地區三疊紀時期的頂級掠食動物。波斯特鱷可能獵食其他較小型的爬行動物。
波斯特鱷是種四足爬行動物，擁有寬廣的頭顱骨與長尾巴，以及大型彎曲指爪。牠們身長可達約4公尺，身體由圓柱狀四肢支撐者，圓柱狀四肢在爬行動物中相當獨特。口鼻部類似鱷魚，充滿大型匕首狀牙齒，用來殺死牠的獵物。波斯特鱷背部覆蓋着多排骨板，形成保護。

## 體徵
在三疊紀晚期，波斯特鱷的最大型的肉食性爬行動物之一，身常被估計可達約4公尺，背部高度可達約2公尺，體重被估計約250到300公斤。波斯特鱷的頭顱骨寬廣、巨大，嘴部帶有大型、匕首狀牙齒。頸部長，尾巴長，相對地身體較短。

### 步態
波斯特鱷的前肢長度大約是後肢長度的2/3。這個短前肢的特徵，常見於二足方式行走的爬行動物。印度古生物學家薩克·查特吉（Sankar Chatterjee）曾提出一個假設，認為波斯特鱷可以採取直立步態，而在緩慢移動時改成四足方式移動，此時前肢才應用在行走上。在1995年，羅伯特·隆（Robert Long）、菲利浦·莫瑞（Phillip A. Murry）提出不同看法，波斯特鱷的身體粗壯，應該是四足方式移動的動物。關於波斯特鱷是二足、還是四足動物，以及其採取步態，目前還有爭議。也有古生物學家認為，波斯特鱷的大部分時間是以四足方式移動，而在生理機能上，可以偶爾採取二足方式移動。

### 頭部
波斯特鱷的頭顱骨前段狹窄，後段寬廣、上下高。頭顱骨的長度為55公分，寬度為21公分。頭顱骨有許多洞孔，可以減輕頭部的重量，並容納頭部肌肉。如同其他進階型主龍類，波斯特鱷的下頜具有下頜孔（Mandibular fenestrae）；下頜孔是齒骨、上隅骨、隅骨之間的洞孔。波斯特鱷具有大型眼眶，可容納大型眼睛，因此可能具有良好的視力。波斯特鱷的鼻孔延長，可能也有良好嗅覺。在頭顱骨的鼻孔下方位置，有個中空區域，生前可能容納犁鼻器（又稱賈可布森器），是種輔助嗅覺的器官。
波斯特鱷的嘴部大，帶有銳利、鋸齒狀邊緣的大型牙齒，外形類似彎曲匕首。在美國北卡羅萊納州發現的一顆完整牙齒，長度有7.2公分。波斯特鱷的牙齒屬於異型齒齒列，不同位置的牙齒，其大小、形狀並不一樣。上頜具有17顆牙齒，其中前上頜骨只有4顆牙齒，上頜骨只有13顆牙齒。下頜則有13顆牙齒。波斯特鱷的牙齒替換模式，不同於現代鱷魚；現代鱷魚的新牙齒，直接生長於舊牙齒的下方，而波斯特鱷的舊牙齒脫落後，新牙齒才開始生長。

### 身體骨骼
波斯特鱷的頸部具有至少8節頸椎，背椎則有16節，臀部有4節癒合的薦椎。尾部被推測具有超過30節尾椎，越後段尾椎則越小。骨盆的恥骨呈鉤狀，坐骨呈棒狀，形狀類似肉食龍下目恐龍。除了身體骨骼，還發現了厚鱗甲（皮內成骨）。這些鱗甲覆蓋頸部上側、背部，可能還有尾部上側。波斯特鱷具有大型、彎曲、修長的肋骨。在某些標本，肋骨的後方還發現了腹肋；腹肋是種真皮骨，分佈於胸腔到骨盆之間，提供腹部的外部防護。
波斯特鱷的四肢直立於身體下方，採取柱狀直立方式，不同於恐龍的後肢直立方式。前肢的長度，大約是後肢長度的64%。前肢具有小型前掌，帶有五跟腳趾。前掌的第一腳趾具有大形趾爪，可能做為防禦性武器功能。前肢粗壯，可能有助於固定獵物。近年有研究人員推論，波斯特鱷的胸帶厚，可能在動物移動時，前肢也參與移動。但是，研究人員並沒有反對二足方式移動的假設。後肢的腳掌，明顯大於前肢的腳掌。第五蹠骨外形呈鉤狀。與後掌其他腳趾相比，第一腳趾較為修長。最外側腳趾無法接觸地面。如同其他伪鳄类，波斯特鱷的腳踝、腳跟結構，類似現代鱷魚。

## 歷史

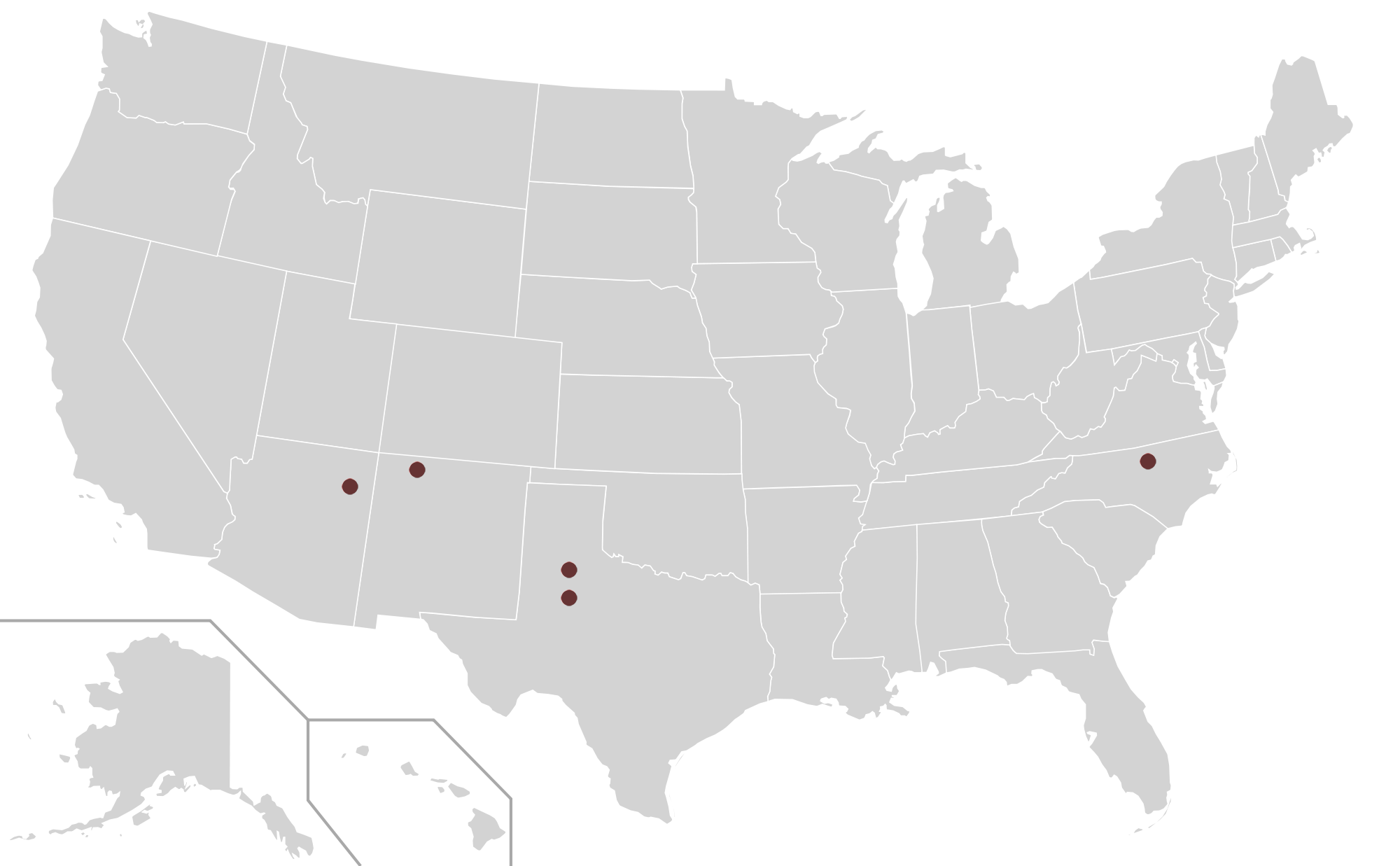
波斯特鱷的化石，發現於亞利桑納州、新墨西哥州、德州、北卡羅萊納州

在1980年，德州理工大學派出一群古生物學家，在德州加扎縣的波斯特鎮新發現一個地層帶，內含數十個保存狀態良好的勞氏鱷目化石。這個地層帶被命名為庫柏峽谷組（Cooper Canyon Formation），地質年代屬於三疊紀晚期。之後數年，波斯特採石場繼續出土許多動物化石。在1985年，薩克·查吉特將其中一個化石建立為新屬，模式種是柯氏波斯特鱷（Postosuchus kirkpatricki）。屬名意為「波斯特的鱷魚」，以發現化石的波斯特採石場為名；種名是以協助挖掘的Jack Kirkpatrick夫婦為名，他們是當地的住戶。正模標本（編號TTUP 9000）是一個保存狀態良好的頭顱骨，與部分的身體骨骼。在1988到1989年間，卡內基自然史博物館的David S. Berman前往新墨西哥州的幽靈牧場進行挖掘，在當地挖出一個波斯特鱷的身體骨骼化石（編號CM 73372）。這個標本是一個身體骨骼，缺少頭顱骨，保存狀態良好、關節仍連接，並被多個古生物學家詳細研究。
薩克·查吉特當時將一些手部與腳趾骨頭歸類於波斯特鱷，在近年的重新研究中，發現這些化石其實是查特吉鱷、Lythrosuchus（目前是波波龍）、波斯特鱷的化石混合。此外，薩克·查吉特將一個幼年個體骨骼（編號TTUP 9003-9011）編入於波斯特鱷，在同份重新研究中，也被改編入於查特吉鱷。在2006年發現的靈鱷，證實查特吉鱷是蘇牟龍的次異名。
在1992年，北卡羅萊納州德罕郡發現了一個部份身體骨骼。在1994到1998年，北卡羅來納大學的地質學院將這個化石進行母岩清除、化石重建的工作。在2008年，這份骨骼被命名為第二個種，艾氏波斯特鱷（P. alisonae）。種名是以當地的古動物學工作者Alison L. Chambers為名。這個正模標本（編號UNC 15575）包含：一些頭部骨頭、7節頸椎、1節背椎、4節尾椎、肋骨、腹肋、人字形骨、皮內成骨（Osteoderm）、大部分胸帶、大部分前肢（除了左手腕與手掌）、大部分後肢（除了股骨）、骨盆碎片。這副骨骼發現時，參雜至少四個其他動物化石，某種堅蜥類的部份身體骨骼，磚臼齒獸（犬齒獸類橫齒獸科）的口鼻部、鳥喙骨、肱骨，某種二齒獸類的兩根掌骨，一個可能屬於离片椎类的骨頭。此外，這個波斯特鱷骨骼位於喙頭鱷類疾走鱷（Dromicosuchus）的化石上方，而該化石的頭骨與頸部有齒痕。艾氏波斯特鱷是該地區所出土的最大型爬行動物化石，也是北美洲東部所發現的第一個關節仍連接的勞氏鱷類化石。
艾氏波斯特鱷的化石保存狀態良好，有助於研究波斯特鱷的生理特徵。此外，柯氏波斯特鱷、艾氏波斯特鱷的化石差異，有助於證實之前的理論，薩克·查吉特將多種不同動物化石，歸類於波斯特鱷，形成嵌合體。

### 重新歸類化石

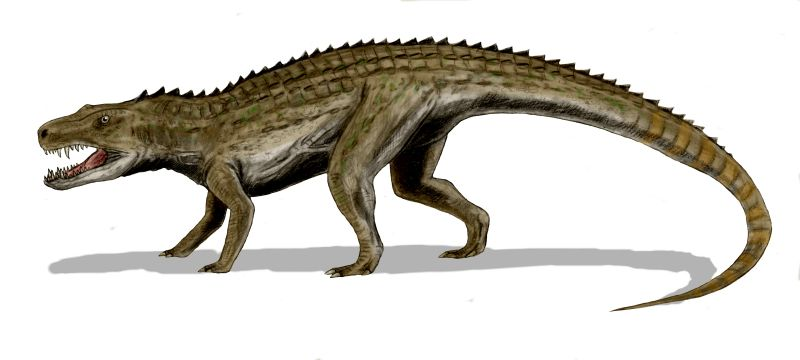
已过时的四足姿势柯氏波斯特鳄复原图，现有证据表明这是一种双足动物。

在1922年，古生物學家Ermine Cowles Case在美國德州克羅斯比縣發現一些大型爬行動物的化石，包含關節脫落的腦殼（編號UM 7473）、骨盆的碎片（編號UM 7244）。當時Case認為這些化石屬於某種恐龍，因此將這些標本歸類於腔骨龍。另外在1932到1934年，Case在德州發現一些尾椎化石（編號UMMP 13670）、一個完整的骨盆（編號UCMP V72183/113314）。相同時期，古生物學家Charles Lewis Camp在亞利桑那州化石森林國家公園發現數百塊勞氏鱷類的化石（編號UCMP A296, MNA 207C），來自於至少7個個體。在1943年，Case在德州發現一個帶有恥骨的骨盆，出土於Dockum群，地質年代為三疊紀晚期的卡尼階到早諾利階。實際上，這些化石是最早被發現的波斯特鱷化石。
在德州克羅斯比縣發現的腔骨龍化石，之後被歸類於波斯特鱷。在2002年，古生物學家大衛·高爾（David J. Gower）重新研究這個德州克羅斯比縣發現的化石，認為這些化石不夠完整，可能屬於鳥頸類主龍。而那些在30年代到40年代發現的化石，最初被認為屬於勞氏鱷類或植龍類，在近年被重新歸類於波斯特鱷。

## 古生態學

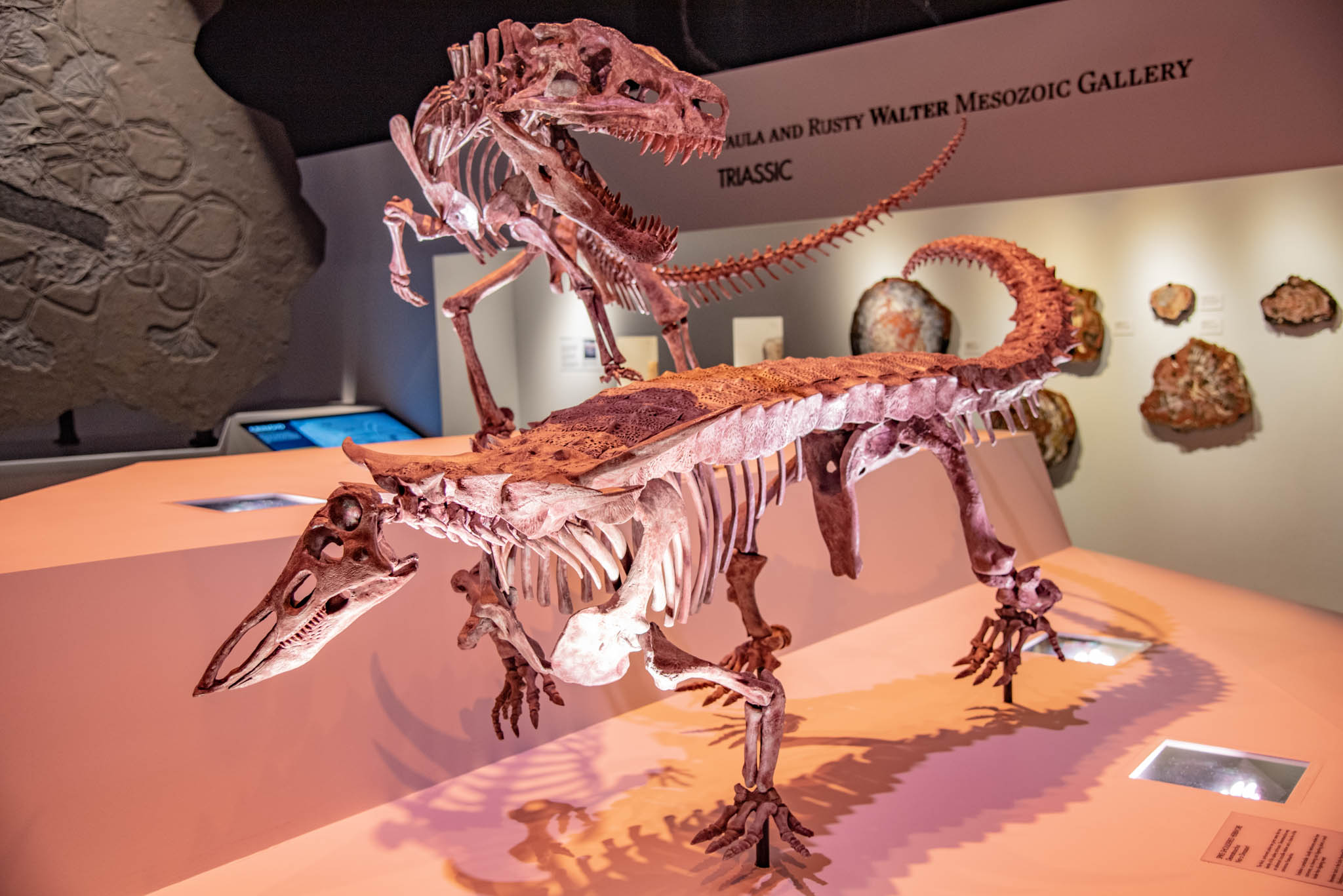
波斯托鱷和帶鱷的模型在美國德州休士頓自然科學博物館展出

在三疊紀晚期，波斯特鱷存於熱帶環境，氣候溫暖、潮濕，當地已發現許多植物化石，例如环帽蕨（Cynepteris）、Phelopteris、格脉蕨（Clathropteris）等蕨類，還有Pelourdea、南洋杉型木、Woodworthia、耳羽葉（Otozamites）、Dinophyton等裸子植物，以及早期蘇鐵的Sanmiguelia。Dockum群的植物化石較為少見，當時環境的氧化破壞了大部分植物化石。已保存下來的植物化石，有助於研究當時的氣候環境。例如當地發現的南洋杉型木大型化石，證實這個地區以前是個多水域的環境。
三疊紀晚期的 Dockum 群，分布許多湖泊、河流，因此發現許多魚類化石，例如︰軟骨魚綱的異刺鯊（Xenacanthus）、肉鰭魚類的Chinlea、肺魚類的角齒魚（Ceratodus）。還有許多水生爬行動物的化石，例如植龍目的副鱷、尼克羅龍、狂齒鱷。在河岸環境，則發現离片椎类的Latiscopus，爬行動物的馬拉利蜥、三稜龍等化石。波斯特鱷、腔骨龍、鏈鱷、正體龍生存於陸地環境。波斯特鱷的當地的最大型陸棲掠食動物之一，可能以三稜龍、正體龍等植食性動物為食。

## 大眾文化
- 波斯特鱷出現於英國廣播公司的電視節目《與恐龍共舞》第一集，該電視節目使用電腦繪圖重建中生代動物的面貌。在第一集中，波斯特鱷以頂級掠食動物的角色出現，獵食布拉塞龍，一種大型二齒獸類。而一隻雌性波斯特鱷在獵食時遭到致命傷害，而另一隻波斯特鱷奪去了牠的領地，該雌性波斯特鱷最後被一群腔骨龍殺害。
- 在IMAX電影《恐龍再現》（Dinosaurs Alive!）中，一隻波斯特鱷在獵食一群腔骨龍時，被忽然發生的洪水所淹死。

## 外部連結
- 波斯特鱷 Palaeos.com
- 波斯特鱷 （页面存档备份，存于） Dinosaurs Alive!